# اگنس گری
اگنس گری (به انگلیسی: Agnes Grey) رمانی از نویسنده و شاعر بریتانیایی آن برونته است. اگنس گری اولین رمان از دو رمان آن برونته است که در دسامبر ۱۸۴۷ با نام مستعار «اکتون بل» منتشر شد.